# شيغيوشي ماتسو
شيغيوشي ماتسو (باليابانية: 松尾臣善؛ بالكانا: まつお しげよし) هو مصرفي ياباني، ولد في 6 مارس 1843 في هيوغو في اليابان، وتوفي في 7 أبريل 1916.